# Roberto Mario Tulisse
Roberto Mario Tulisse (Buenos Aires, 22 de diciembre de 1920 - Córdoba, 20 de febrero de 2005) fue un gimnasta, entrenador y profesor de educación física considerado el "padre" de la actividad en la provincia de Córdoba y uno de los fundadores del Instituto Provincial de Educación Física de Córdoba (IPEF).

## Trayectoria
Comenzó su actividad deportiva desde temprana edad en el club Gimnasia y Esgrima de Buenos Aires (GEBA), llegando a integrar el equipo de gimnasia deportiva de la institución. En el año 1946, luego de realizar una exhibición en la ciudad de Córdoba junto a su equipo, el por entonces Gobernador Argentino Auchter le propuso ser el encargado de desarrollar la actividad en la provincia. Tulisse aceptó el desafío y a fines de ese mismo año comenzó a dar clases en el Gimnasio Provincial ubicado en el Parque Sarmiento.

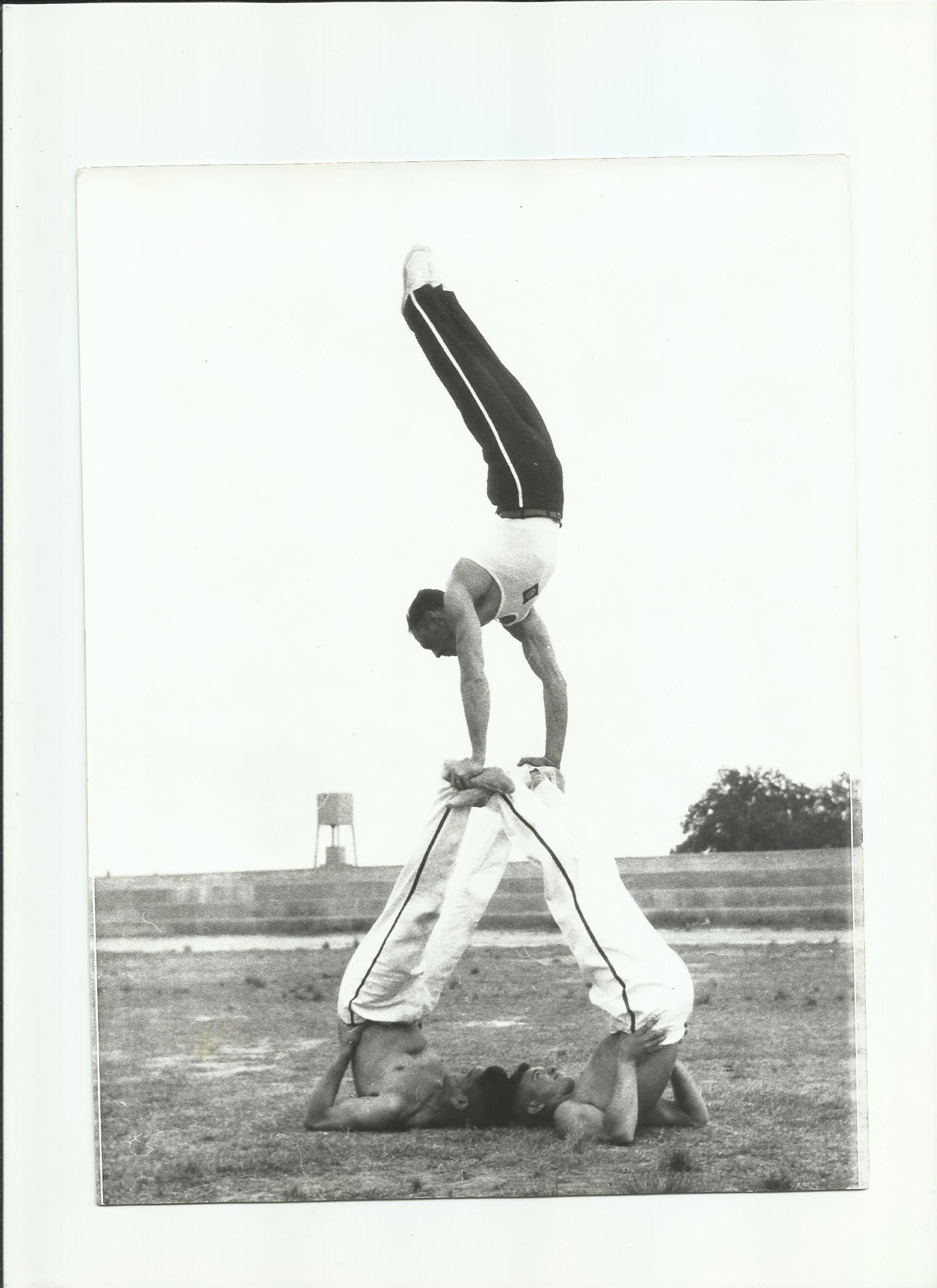

Fue uno de los fundadores y primeros profesores del Instituto Provincial de Educación Física (IPEF), creado en 1946. En el año 1954, recibió el título en "Gimnasia y Deportes" otorgado por esa institución. Continúo como docente hasta el año 1960 cuando se egresó uno de sus gimnastas y le cedió el cargo.
Se destacó como formador y entrenador de gimnastas masculinos en grandes aparatos, siendo sus equipos los primeros en competir con Buenos Aires, siendo Juan Caviglia, quien fue representante olímpico y medallista panamericano, uno de sus discípulos más destacados. Fue entrenador de los equipos masculinos de gimnasia en los Juegos Panamericanos San Pablo 1963 y Cali 1971.
A lo largo de su carrera, formó parte de diversas instituciones, no sólo como docente de gimnasia artística sino que también de natación y boxeo.